# 広島県立呉昭和高等学校
広島県立呉昭和高等学校（ひろしまけんりつくれしょうわこうとうがっこう）は、かつて広島県呉市に所在していた公立高等学校。

## 概要
広島県立呉昭和高等学校は焼山(昭和)地区に現存する唯一の高校だったが、2024年（令和6年）3月に廃校となった。
近くにはキャンプ場や、最近できた道もあるがバスが通ってないことからあまり交通の便はいいとは言えない。

## 沿革
- 1983年 - 広島県立呉昭和高等学校として創立。創立時より単独選抜。
- 2018年 - 創立35年を迎える。
- 2019年 - 登校ルートを配慮して他の高等学校よりも遅い40分登校を廃止し他の高等学校と同じ35分登校に変更する。
- 2021年 - 新入生の募集停止
- 2024年3月 - 廃校[1]

## 部活動
- サッカー部
- ソフトテニス部
- 卓球部
- バスケットボール部
- バドミントン部
- バレーボール部
- 英語部
- 書道部
- 吹奏楽部
- 美術部
- 放送・文芸部
- ダンス部

## 著名な出身者
- 小豆畑雅一 - 青年座俳優
- 荒川大作 - 元陸上競技選手。世界クロスカントリー選手権大会日本代表
- 清水博之 - 元大同特殊鋼ハンドボール選手ハンドボール全日本男子代表監督
- 島本雄二 - 空手家
- 平繁かなえ - あいテレビアナウンサー